# Herman José
Herman José, nome artístico de Hermann José von Krippahl GOIH • ComM (Lisboa, 19 de março de 1954), é um ator, humorista e artista de entretenimento português com ascendência e nacionalidade alemã.

## Biografia

### Infância e adolescência
Considerado por muitos como o "pai" do humor contemporâneo em Portugal, Herman José cresceu em Lisboa, filho de pai com nacionalidade alemã e espanhola, Hermann Ludwig Krippahl (31 de julho de 1920–1999), empresário e de mãe portuguesa, Maria Odette Antunes Valada (15 de novembro de 1932). Aos cinco entrou para o Kindergarten, o jardim de infância da Escola Alemã de Lisboa.. Estudava ainda quando comprou, na adolescência, a sua primeira viola-baixo, uma Fender Jazz Bass em segunda mão, numa loja de penhores na Avenida de Roma que lhe custou 1000 escudos. Através da música viria a abraçar a carreira artística.

### Década de 1970
Por volta dos 18 anos de idade tem as suas primeiras aparições na televisão, num programa juvenil, onde surge como baixista de um trio chamado Soft. Em finais de 1973 é convidado a integrar o grupo In-Clave, banda residente do programa de televisão No Tempo Em Que Você Nasceu (estreado a 27 de janeiro de 1974), gravado no Teatro Maria Matos, e que era dirigida pelo maestro Pedro Osório.
Apesar de ter nascido em Portugal com dupla nacionalidade (portuguesa, por nascimento, e alemã, pelo lado paterno), Herman José abdicou da nacionalidade portuguesa aos 17 anos de idade, após ter-lhe sido feito um ultimato pela PIDE relativamente à sua naturalização, obrigando-o assim também a cumprir o serviço militar da época. Forçado a escolher entre prestar serviço militar na Guerra Colonial Portuguesa, ou abandonar o país de nascença, Herman José escolheu a segunda opção, inscrevendo-se depois na Escola Superior de Cinema e Televisão (Hochschule für Film und Bild), em Munique (ainda que não tenha chegado a frequentar essa mesma escola). No entanto, os acontecimentos do 25 de abril acabariam por possibilitar a sua permanência em Portugal, embora a nacionalidade portuguesa nunca tenha sido restabelecida.
Numa entrevista concedida ao periódico online Jornal das Autarquias, Herman José refere que ainda não possui nacionalidade portuguesa mas unicamente a nacionalidade alemã. Declara mesmo numa outra entrevista que ele é "completamente alemão".
Mais tarde, após o golpe de 25 de Abril de 1974, estreia-se como ator no Teatro ABC em Outubro desse mesmo ano, com a peça Uma no Cravo, Outra na Ditadura. Produzida por Sérgio de Azevedo, com textos de José Carlos Ary dos Santos, César de Oliveira e Rogério Bracinha e música de Pedro Osório, Thilo Krasmann e Fernando Tordo, integrava no seu elenco Ivone Silva, Nicolau Breyner, José de Castro, João Lagarto, entre outros.
Descoberto por Nicolau Breyner, é levado por este ator e pelo administrador da RTP Ramalho Eanes, a estrear-se como ator na televisão, em 1975. As suas participações na rábula Sr. Feliz e Sr. Contente, inserida no programa Nicolau no País das Maravilhas, levariam os críticos a afirmar que Herman "metera o veterano ao bolso".
A música mantém-se uma constante na sua vida, e em 1977 lança Saca o Saca-Rolhas no programa televisivo "A Feira", cujas vendas alcançam o Disco de Ouro. Desse programa foi também êxito a dupla "Olho Vivo e Zé d'Olhão" ao lado do ator Joel Branco. Seguem-se mais outros sucessos musicais como o "Super-homem Português", a reboque dos quais percorre o país em espectáculos, onde mistura anedotas com improviso, recriações de personagens suas e muita música.

### Década de 1980
Em 1980 lança o single A Canção do Beijinho, um tema escrito por Carlos Paião, que foi com o sucesso e com a receita conseguiu comprar a sua primeira casa. Nesse mesmo ano é convidado participar no programa O Passeio dos Alegres, emitido nas tardes de domingo da RTP1, com Júlio Isidro. A mais famosa criação deste programa é o personagem Tony Silva ("O "criador" de toda música Ró", latino-romântico de brilhantina e lantejoulas, que retratava a sociedade nas suas canções), que conquista o grande público.
Em 1982 começa a apresentar na Rádio Comercial o programa "A Flor do Éter".
Em 1983 leva ao Festival RTP da Canção o tema A Cor do Teu Baton que fica em 2º lugar. Em Outubro de 1983 tem o seu primeiro programa de humor com O Tal Canal que estabelece a quase unanimidade à volta do seu humor, num dos seus mais profícuos trabalhos. 
A sua equipa regressa em Hermanias (1984), consolidando algumas das suas personagens mais marcantes, como o cronista de futebol José Estebes, e criando outras como o cantor popular Serafim Saudade, o comentador Doutor Pinóquio e o câmara / censor José Cortes, que interrompia as cenas mais picantes com os gritos O que é isto? Estamos a brincar, isto é um programa de televisão ou quê?. Em 1985 participa no Concurso "1,2,3".
No programa seguinte, Humor de Perdição (1987), cria a personagem Maximiana, e é confrontado com a suspensão do mesmo por parte do Conselho de Administração da RTP, na sequência da sua entrevista histórica (uma rubrica do programa) à Rainha Santa Isabel que o lado mais conservador do poder considerou como um atentado aos valores históricos.
Nesse mesmo ano estreia-se no cinema em O Querido Lilás, de Artur Semedo, e é recrutado pelo Emídio Rangel, para fazer crónicas diárias na recém-legalizada TSF, com as quais obteve um êxito estrondoso.
Paralelamente à televisão, Herman desenvolveu na década de 1980 uma intensa atividade de humorista radiofónico, primeiro na Rádio Comercial com o já mencionado A Flor Do Éter, Rebéubéu, Pardais ao Ninho e Água Mole Em Pedra Dura Entra Muda E Sai Calada, depois na supracitada TSF e, por fim, como autor da Hermandifusão Portuguesa na Antena1, em duas edições diárias num simultâneo com a RDP Internacional, RDP África, Madeira e Açores.

### Década de 1990
Só regressa à televisão em 1990, com Casino Royal, uma mistura de ficção de alta comédia com uma forte componente musical, integralmente de sua autoria. Ainda no início da década de 1990 entrega-se à apresentação de concursos como Com a Verdade M' Enganas e Roda da Sorte, para, logo de seguida, apresentar Parabéns (1993), onde inaugura um espaço talk-show, por onde passam figuras como Ramalho Eanes, Mário Soares, Amália Rodrigues, Carlos Lopes, João Moura, Armando Baptista-Bastos, Paulo de Carvalho, Tony Bennett, Roger Moore, Cher, Kylie Minogue, Omar Sharif, Joan Collins, Isabel Pantoja e Lola Flores.
A 10 de junho de 1992, foi agraciado com o grau de Comendador da Ordem do Mérito.
Em 1996 chega ao fim o programa Parabéns. Fica para a história um abaixo assinado a exigir a censura de um sketch sobre a Última Ceia, que juntou perto de duzentas e cinquenta mil assinaturas. A direção de programas (Joaquim Furtado e Joaquim Vieira) recusa-se a proibir a sua emissão, assume a polémica e encomenda-lhe o programa de humor Herman Enciclopédia (1997), duas séries de imenso sucesso de um humor culto, inovador e vernacular. Sobressaem novas personagens, como Diácono Remédios, Super Tia, Engenheiro Passos de Ferreira, Lauro Dérmio, David Vaitemborough ou Melga & Mike (este último interpretado por José Pedro Gomes), satirizando a publicidade das televendas. Para 1998, altura em que Lisboa recebeu a Exposição Mundial (já caricaturada nas rábulas da Expo '97, no Porto), forma a sua própria produtora HZP (Herman Zap Produções), e lança Herman 98 gravado no Teatro São Luís e depois Herman 99 gravado no Teatro Armando Cortez em Lisboa, e no Teatro Rivoli no Porto. 
É numa dessas emissões que lança a cantora Diana Krall no mercado europeu — feito que a própria nunca deixou de mencionar e agradecer publicamente — e recebe muitos convidados ilustres como o Nobel da Paz Ramos-Horta.

### Década de 2000 e saída da RTP
Em 2000, Herman José chega à SIC, apresentando aos Domingos, o talk-show HermanSIC. O programa de estreia teve 76% de share e contava com uma equipa de atores constituída por Maria Rueff, Joaquim Monchique, Ana Bola, Maria Vieira, Manuel Marques, Vítor de Sousa e, durante algum tempo, Nuno Lopes.
Por ele passaram um conjunto imenso de vedetas internacionais, como Mónica Naranjo, Anastacia, Sting, Julio Iglesias, Enrique Iglesias, Lionel Ritchie, Ute Lemper, Gloria Estefan, No Doubt, Shania Twain, Djavan, Mark Knopfler, Jamie Cullum, Norah Jones, David Copperfield, Tom Jones, Sandy & Junior, entre muitos outros. 
É nesse programa que a fadista Mariza, convidada assídua do programa e amiga pessoal do humorista, ganha grande visibilidade.
Em 2002 acumula com a apresentação do reality show Masterplan — O Grande Mestre, juntamente com Marisa Cruz, e em 2005 volta a esse tipo de formatos com Senhora Dona Lady programa que não caiu nas boas graças do grande público. É na sequência desse fracasso que o então diretor de programas Manuel da Fonseca é substituído por Francisco Penim, que decreta o final prematuro do reality show e o final do HermanSIC.
Herman José torna-se entretanto proprietário do Teatro Tivoli, situado na Avenida da Liberdade (Lisboa), em 2005, que vende seis anos mais tarde à empresa de espetáculos UAU. É nele que grava o seu espetáculo ao vivo One Herman Show em DVD, acompanhado pela Big Band do seu fiel maestro Pedro Duarte.
Em 2007 estreia Hora H, 44 episódios de ficção humorística, onde cria personagens como a Chica Pardoca, Yuri Tupolev, Américo Russo e o editor-chefe decadente e tabagista Raposinho Pinto. Apesar das fracas audiências na SIC generalista, o programa torna-se aquando da sua repetição na SIC Radical pela mão de Pedro Boucherie Mendes, numa série de culto, a ponto de ser nomeada como Melhor Programa de Humor, no Festival de Televisão de Monte Carlo. Nesse programa, juntou à sua família artística o comediante César Mourão e a atriz Susana Cacela.
No dia 13 de janeiro de 2007, no programa Os Grandes Portugueses, Herman José ficou em 70.º lugar na lista dos 100 maiores portugueses de sempre. No dia 1 de Abril de 2007 recebe o décimo segundo Globo de Ouro, desta vez sob a forma de Prémio Prestígio. Outros dos prémios que recebeu foi o Prémio Personalidade Masculina Portuguesa do canal Biography Channel em 2008.
Em Maio de 2008 o apresentador lançou a versão portuguesa de Chamar a Música, um concurso que esteve no ar durante a época de verão de 2008, alcançando ótimos resultados de audiências. Em Setembro de 2008 volta a apresentar o concurso Roda da Sorte na SIC, que apesar de ter triplicado as audiências no horário, é descontinuado em finais de 2008 pelo canal e substituído por um programa de informação conduzido por Conceição Lino. Sai da SIC desagradado com a decisão, e com a política de avanços e recuos do seu então diretor de programas Nuno Santos, com quem mantém uma breve polémica pública, entretanto sanada.
Em 2009 muda-se para a TVI a convite de José Eduardo Moniz, onde apresentou o talent-show Nasci P'ra Cantar entre 5 de julho e setembro de 2009. Em Julho de 2009 lançou o álbum Adeus, Vou Ali Já Venho, e retoma em força a sua atividade on the road, com o show Homem dos Sete Instrumentos.

### Processo Casa Pia
Herman José foi desde o primeiro minuto um defensor ruidoso do apresentador Carlos Cruz na sequência da sua detenção no âmbito do Processo Casa Pia.
A 29 de Dezembro de 2003, depois de uma muito comentada notificação a horas de entrar no ar em direto no seu programa HermanSIC, é constituído arguido no âmbito do mesmo processo. Em finais de 2003, o Ministério Público, sem nunca facultar a data nem os dados constantes da acusação, propõe ao artista o arquivamento provisório da acusação contra o pagamento de 10 000 euros a uma organização de solidariedade, proposta que este recusa liminarmente, optando por ir a julgamento. Tornada pública a acusação, esta referia "um crime de abuso sexual a adolescente" alegadamente ocorrido na madrugada de sexta-feira 8 para sábado 9 de Fevereiro de 2002 nas traseiras do seu restaurante de Alcântara, num carro preto e grande. Na abertura do Jornal da Noite da SIC depois de ter sido tornada pública a acusação, Rodrigo Guedes de Carvalho dá a notícia de que na data da acusação, o artista se encontraria no Brasil ao serviço do canal fazendo a cobertura do Carnaval desde o Rio de Janeiro, na companhia dos seus colegas Maria Rueff, Ana Bola, Nuno Lopes, Maria Vieira e Joaquim Monchique. Durante a semana a que se refere a acusação é tornada pública a sua estadia numa suite do Copacabana Palace pela própria direção do hotel. Aberta a instrução do processo e depois de apresentadas as provas, a juíza Ana Teixeira e Silva (falecida a 13 de Abril de 2016) manda arquivar a acusação. O Ministério Público recorreu da decisão para o Tribunal da Relação, mas viu confirmada a não-pronúncia do humorista.

### Atualidade

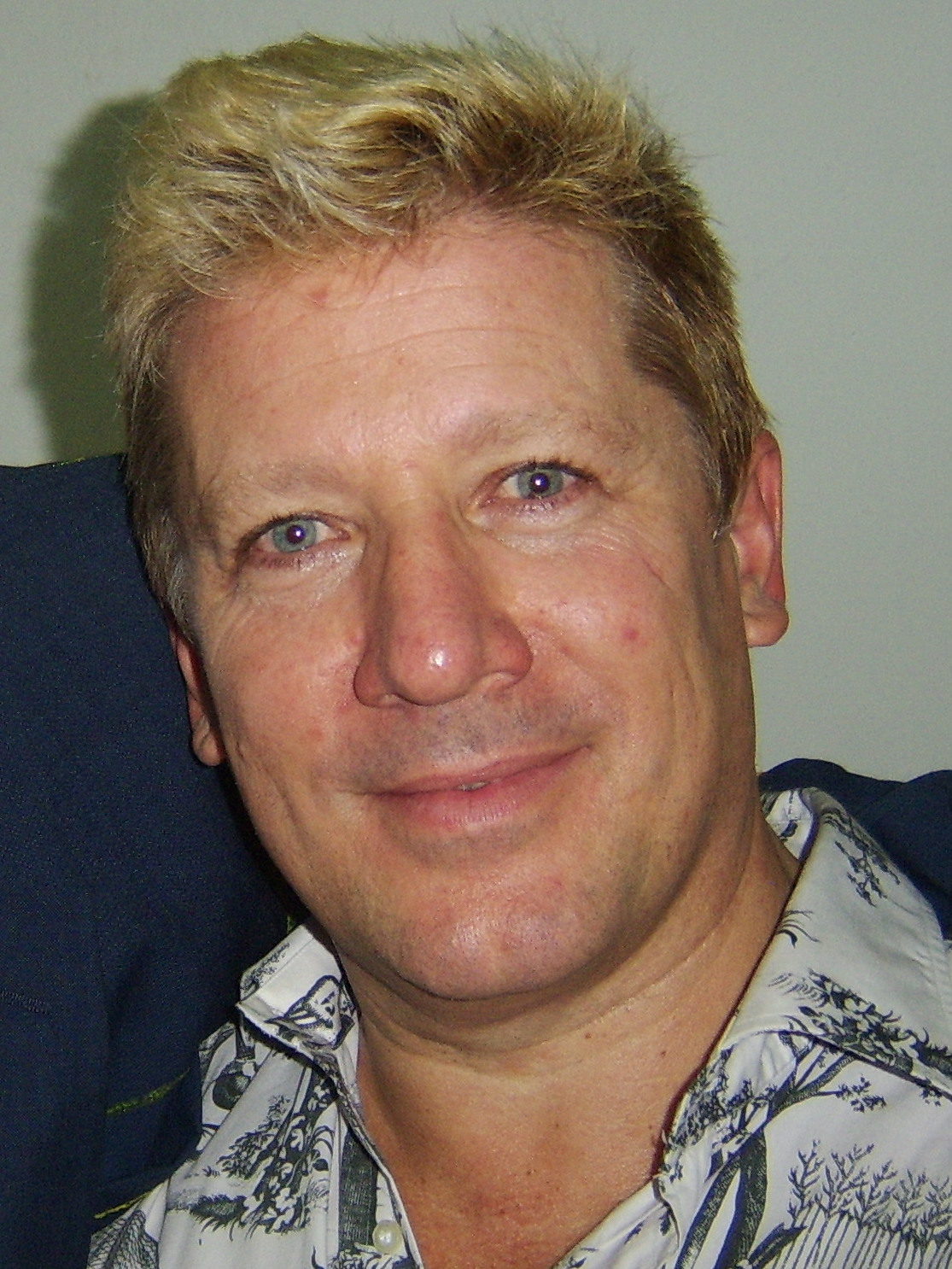
Herman José (2010).

Em abril de 2010 regressa à "sua" casa RTP, de onde partira 11 anos antes. Apresentou aos sábados à noite o Herman 2010, um talk-show onde junta a conversa com personalidades portuguesas a apontamentos humorísticos, ao lado do ator Manuel Marques. O programa manteve-se, adotando as designações de Herman 2011, Herman 2012 e Herman 2013, que conheceu a sua última edição no sábado 14 de Dezembro de 2013, decisão tomada unilateralmente pelo então diretor de programas Hugo Andrade.
Culmina o ano fazendo um memorável espetáculo de passagem de ano no Terreiro do Paço com a sua orquestra para mais de 70 000 espetadores,e reforça as suas atuações na diáspora com recorrentes idas a Angola, Moçambique, Luxemburgo, Suíça, França, Alemanha, Nova Iorque, Nova Jérsia, Toronto e Macau. O tema dos seus espetáculos de 2014 é a comemoração dos seus 40 anos de carreira, com o título 40 Anos, Sempre A Bombar, título também de uma canção comemorativa que lançou para assinalar a efeméride.
No dia 22 de setembro de 2014 estreia-se ao lado da apresentadora Vanessa Oliveira na condução do programa das tardes da RTP1 Há Tarde. Com o fim do formato, anuncia o regresso ao humor em outubro de 2015, com a estreia da série Nelo e Idália (personagens originados no HermanSIC), protagonizado por este e por Maria Rueff, mais uma vez na RTP1, 25 episódios com meia hora de duração, com um elenco fixo de que fazem parte os atores Maria Rueff, Márcia Breia, Martinho Silva, Rita Tristão da Silva, Inês Sobral e os atores convidados Ana Bola, Joaquim Monchique, Victor de Sousa, Florbela Queiroz, Eládio Clímaco, Lídia Franco, Susana Cacela, Eduardo Madeira, Maria de Lourdes Norberto, entre outros. A sitcom é distinguida com o Troféus TV 7 Dias como a melhor série de televisão de 2015.
Quarta-feira 20 de Setembro de 2016 estreia o programa Cá Por Casa, mais uma vez na companhia de Maria Rueff, também na RTP1. Trata-se de um formato semanal de uma hora, original e de sua autoria, onde culinária, música, humor e entrevistas se entrecruzam numa casa onde tudo acontece. A música é sempre gravada ao vivo, com acompanhamento do quinteto do maestro Pedro Duarte.
A 7 de novembro de 2023, foi agraciado com o grau de Grande-Oficial da Ordem do Infante D. Henrique.

## Televisão
| Ano           | Título                                    | Ator | Apresentador | Canal          |
| ------------- | ----------------------------------------- | ---- | ------------ | -------------- |
| 1975          | Nicolau no País das Maravilhas            | Sim  |              | RTP1           |
| 1976          | Hotel Show                                | Sim  |              | RTP1           |
| 1977          | A Feira                                   | Sim  |              | RTP1           |
| 1978          | Os Galos e as Gajas                       | Sim  |              | RTP1           |
| 1979          | O Homem Que Matou o Diabo                 | Sim  |              | RTP1           |
| 1981          | E o Resto São Cantigas                    | Sim  |              | RTP1           |
| 1981-1982     | O Passeio dos Alegres                     | Sim  |              | RTP1           |
| 1981          | Natal dos Hospitais                       |      | Sim          | RTP1           |
| 1982          | Gala de Prata — 25 Anos RTP               |      | Sim          | RTP1           |
| 1983-1984     | O Tal Canal                               | Sim  |              | RTP1           |
| 1984-1985     | Hermanias                                 | Sim  |              | RTP1           |
| 1985-1986     | 1, 2, 3                                   | Sim  |              | RTP1           |
| 1985          | Badarosíssimo                             | Sim  |              | RTP1           |
| 1985          | Entrada de Portugal na CEE                | Sim  |              | RTP1           |
| 1987-1988     | Humor de Perdição                         | Sim  |              | RTP1           |
| 1988          | Lá em Casa Tudo Bem                       | Sim  |              | RTP2           |
| 1988          | Há Festa em Lisboa                        | Sim  |              | RTP1           |
| 1989          | Mon dernier rêve sera pour vous           | Sim  |              | France 2       |
| 1989          | Natal dos Hospitais                       |      | Sim          | RTP1           |
| 1989-1990     | Casino Royal                              | Sim  |              | RTP1           |
| 1990          | Nem o Pai Morre Nem a Gente Almoça        | Sim  |              | RTP1           |
| 1990          | Alentejo Sem Lei                          | Sim  |              | RTP1           |
| 1990          | Crime na Pensão Estrelinha                | Sim  |              | RTP1           |
| 1990-1993     | A Roda da Sorte                           |      | Sim          | RTP1           |
| 1991          | fr:Napoléon et l'Europe                   | Sim  |              | France 3       |
| 1991          | Herman Circus                             | Sim  |              | RTP1           |
| 1991          | Os Olhos da Lua                           | Sim  |              | RTP1           |
| 1991          | Hermanias: Especial Fim de Ano            | Sim  |              | RTP1           |
| 1992-1996     | Parabéns                                  |      | Sim          | RTP1           |
| 1993          | Grande Noite                              | Sim  |              | RTP1           |
| 1994-1995     | Com a Verdade M´Enganas                   |      | Sim          | RTP1           |
| 1995-1996     | Herman Zap (Parabéns)                     | Sim  |              | RTP1           |
| 1996          | Herman Total                              | Sim  |              | RTP1           |
| 1997-1998     | Herman Enciclopédia                       | Sim  |              | RTP1           |
| 1998          | Herman 98                                 | Sim  | Sim          | RTP1           |
| 1999          | Herman 99                                 | Sim  | Sim          | RTP1           |
| 1999          | Herman — A Última Noite                   | Sim  |              | RTP1           |
| 2000-2006     | HermanSIC                                 | Sim  | Sim          | SIC            |
| 2000          | Nelo & Idália: Especial de Natal          | Sim  |              | SIC            |
| 2001-2003     | A Anedota do Herman                       | Sim  |              | SIC            |
| 2001          | Serafim Saudade — O Regresso do Herói     | Sim  |              | SIC            |
| 2001          | Odisseia na Tenda                         | Sim  |              | SIC            |
| 2002          | Masterplan — O Grande Mestre              |      | Sim          | SIC            |
| 2002          | O Maravilhoso Destino de Diácono Remédios | Sim  |              | SIC            |
| 2002          | Gala Globos de Ouro 2002                  |      | Sim          | SIC            |
| 2003          | As Boas Entradas                          | Sim  |              | SIC            |
| 2004          | Papéis ReSIClados                         | Sim  |              | SIC            |
| 2004          | Gala Globos de Ouro de 2004               |      | Sim          | SIC            |
| 2005          | Gala Globos de Ouro de 2005               |      | Sim          | SIC            |
| 2005          | Senhora Dona Lady                         |      | Sim          | SIC            |
| 2007-2008     | Hora H                                    | Sim  |              | SIC            |
| 2008          | Chamar a Música                           | Sim  |              | SIC            |
| 2008          | A Roda da Sorte                           | Sim  |              | SIC            |
| 2009          | Nasci p'ra Cantar                         |      | Sim          | TVI            |
| 2010          | Herman 2010                               | Sim  | Sim          | RTP1           |
| 2010          | Gala das Galas                            |      | Sim          | RTP1           |
| 2011          | Herman 2011                               | Sim  | Sim          | RTP1           |
| 2011          | A Sagrada Família                         | Sim  |              | RTP1           |
| 2011          | Moeda de Troika                           |      | Sim          | RTP Informação |
| 2011          | O Fim do Ano — Relatório e Contas         | Sim  |              | RTP1           |
| 2012          | Herman 2012                               | Sim  | Sim          | RTP1           |
| 2012          | Vamos à Bola ou Quê?                      | Sim  |              | Canal Q        |
| 2012          | 13 Badaladas                              | Sim  | Sim          | RTP1           |
| 2013          | Herman 2013                               | Sim  | Sim          | RTP1           |
| 2013          | 14 Badaladas                              | Sim  | Sim          | RTP1           |
| 2014          | Prémios Lumen: Gala RTP 57 Anos           |      | Sim          | RTP1           |
| 2014-2015     | Verão Total                               |      | Sim          | RTP1           |
| 2014-2015     | Há Tarde                                  |      | Sim          | RTP1           |
| 2014          | Bem-Vindos a Beirais                      | Sim  |              | RTP1           |
| 2015-2016     | Nelo e Idália                             | Sim  |              | RTP1           |
| 2016          | Donos Disto Tudo                          | Sim  | Sim          | RTP1           |
| 2016          | A Culpa é do Ronaldo                      | Sim  |              | RTP1           |
| 2016-presente | Cá Por Casa                               | Sim  | Sim          | RTP1           |
| 2017          | Noite de São Pedro                        |      | Sim          | RTP1           |
| 2018          | Festival Eurovisão da Canção 2018         | Sim  |              | RTP1           |

## Cinema
- Espião Nacionalizado Nosso, 1975
- Cartas de Amor de Uma Freira Portuguesa, 1977
- O Amigo de Peniche, 1978
- O Querido Lilás, 1987
- Adeus Princesa, 1992
- Mortinho por Chegar a Casa, 1996
- O Lampião da Estrela, 2000
- O Pátio das Cantigas, 2015
- Raiva, 2018
- Um Filme do Caraças,  2023

## Discografia

### Singles
- 1974 Bipolo / Hello Monday
- 1975 Nicolau no País das Maravilhas: Colicanção / Senhor Feliz e Senhor Contente (c/ Nicolau Breyner)
- 1977 Saca o Saca-rolhas / História do Capuchinho Rodrigues Monteiro
- 1977 Pau-Pau/ Eu Beijo As Suas Mãos Senhora
- 1978 Olho Vivo e Zé D’Olhão / Folcloróptico (c/Joel Branco)
- 1979 Super-Homem Português / O Cowboy da Reboleira
- 1980 Canção do Beijinho / Eu Não Sei de Ti, Eu Não Sei de Ti
- 1981 (Tony Silva) Canta Música Ró / A Técnica do Pulmão
- 1981 Bailarico / Apaixonado
- 1981 Tôfartudeti / Falta d'ar
- 1981 Virodisco / Surpresa
- 1982 Da Da Da / Instrumental
- 1983 (A cor do teu) Baton / Bem-Haja Você
- 1983 O Tal Canal 12"
- 1985 O Verdadeiro Artista / O Meu Automóvel
- 1986 Bamos Lá Cambada / Instrumental Rafeiro (Rough Mix)

### Álbuns
- 1980 Canção do Beijinho
- 1985 Serafim Saudade — O Verdadeiro Artista
- 1991 Na Telefonia (Sem fios) (rábulas)
- 1999 Christmas Songs
- 2005 És Tão Boa!
- 2009 Adeus, vou ali já venho
- 2013 One (Her)Man Show
- 2019 Amanhã Faço Dieta

## Prémios
Globos de Ouro
| Ano  | Prémio                                | Trabalho              | Resultado |
| ---- | ------------------------------------- | --------------------- | --------- |
| 1996 | Melhor Apresentador de Entretenimento |                       | Venceu    |
| 1997 | Melhor Apresentador de Entretenimento |                       | Venceu    |
| 1997 | Melhor Programa de Entretenimento     | Herman Total          | Venceu    |
| 1998 | Melhor Apresentador de Entretenimento |                       | Venceu    |
| 1998 | Melhor Programa de Ficção e Comédia   | Herman Enciclopédia   | Venceu    |
| 1999 | Melhor Programa de Entretenimento     | Herman Enciclopédia   | Venceu    |
| 1999 | Melhor Apresentador de Entretenimento |                       | Venceu    |
| 2000 | Melhor Apresentador de Entretenimento |                       | Indicado  |
| 2000 | Melhor Programa de Entretenimento     | Herman – Última Noite | Indicado  |
| 2001 | Melhor Programa de Entretenimento     | HermanSIC             | Venceu    |
| 2002 | Melhor Programa de Entretenimento     | HermanSIC             | Venceu    |
| 2002 | Melhor Apresentador de Entretenimento |                       | Venceu    |
| 2003 | Melhor Programa de Entretenimento     | HermanSIC             | Venceu    |
| 2007 | Prémio de Mérito e Excelência         |                       | Venceu    |
| 2019 | Humorː Personalidade do Ano           |                       | Indicado  |
| 2021 | Humorː Personalidade do Ano           |                       | Indicado  |
| 2022 | Humorː Personalidade do Ano           |                       | Indicado  |
| 2023 | Humorː Personalidade do Ano           |                       | Indicado  |
| 2024 | Humorː Personalidade do Ano           |                       | Indicado  |
| 2025 | Humorː Personalidade do Ano           |                       | Pendente  |

Troféus de Televisão TV 7 Dias/Impala
| Ano  | Prémio              | Trabalho    | Resultado |
| ---- | ------------------- | ----------- | --------- |
| 2010 | Prémio Prestígio    |             | Venceu    |
| 2012 | Melhor Apresentador |             | Indicado  |
| 2014 | Melhor Apresentador |             | Indicado  |
| 2020 | Melhor Apresentador |             | Indicado  |
| 2021 | Melhor Apresentador |             | Indicado  |
| 2021 | Melhor Talk Show    | Cá Por Casa | Indicado  |

The Biography Channel
| Ano  | Prémio                             | Resultado |
| ---- | ---------------------------------- | --------- |
| 2008 | Personalidade Masculina Portuguesa | Venceu    |

Troféu Artes Cénicas - Finalmente Club
| Ano  | Resultado |
| ---- | --------- |
| 2016 | Venceu    |

Prémio Universidade de Coimbra
| Ano  | Resultado |
| ---- | --------- |
| 2025 | Venceu    |